# Anthony Lake
William Anthony Kirsopp Lake, mais conhecido como Tony Lake (Nova Iorque, Estados Unidos, 2 de abril de 1939), é um economista Americano que serviu como Diretor Executivo do Fundo das Nações Unidas para a Infância (Unicef) de 2010 a 2017. 

## Carreira
Foi assessor de política externa de diversos presidentes dos Estados Unidos e candidatos a presidente do Partido Democrata e assessor nacional de segurança no mandato do presidente Bill Clinton, de 1993 até 1997. É-lhe atribuído um papel decisivo na resolução da guerra da Bósnia.
Lake é neto de Kirsopp Lake, membro do clero da Igreja de Inglaterra que foi enviado de Oxford, Inglaterra, para os Estados Unidos para a cátedra de estudos do Novo Testamento em Harvard. O pai de Lake, Gerard Kirsopp Lake, foi um político norte-americano do Partido Democrata, que participou no New Deal do presidente Franklin Delano Roosevelt.

## Livros publicados
- More Than Humanitarianism : A Strategic U.S. Approach Toward Africa (2006, coautor com Christine Todd Whitman)
- 6 Nightmares: The Real Threats to American Security (2001)
- The Real and the Ideal: Essays on International Relations in Honor of Richard Ullman (2001, co-editado)
- After the Wars: Reconstruction in Afghanistan, Central America, Indochina, the Horn of Africa, and Southern Africa (1990, editor)
- Somoza Falling: A Case Study of Washington at Work (1989)
- Third World Radical Regimes: U.S. Policy Under Carter and Reagan (1985)
- Our Own Worst Enemy: The Unmaking of American Foreign Policy (1984, coautor)
- The "Tar Baby" Option: American Policy Toward Southern Rhodesia (1976).
- Legacy of Vietnam: The War, American Society, and the Future of U.S. Foreign Policy (1976, editor colaborador)